# Йёвик
Йёвик (норв. Gjøvik) — город и коммуна в Норвегии.
Йёвик находится на юго-востоке Норвегии, в фюльке Оппланн, на западном берегу озера Мьёса. Площадь коммуны составляет 672 км², протяжённость с запада на восток — 31,5 км, наивысшая точка достигает 842 метров над уровнем моря. Численность населения составляет 30 676 человек (на 1 января 2019), из них около 4000 — студенты Норвежского университета естественных и технических наук.

## История
Впервые усадьба Дьюпвик (норв. Djupvik) упоминается в 1432 году. Название происходит от слов «vik med dypt vann» — «залив с глубокой водой».
В 1807 году в городе Каспаром Кауффельдом была основана стекольная фабрика, которая стала толчком к дальнейшему развитию города. Фабрика проработала до 1843 года. Усадьба сохранилась и сегодня является одним из культурных центров города.
Изначально многие деревянные дома в городе были окрашены в белый цвет, за что город получил прозвище «Белый город у Мьёсы». Это название отражено также на гербе города.
Йёвик получил права самостоятельной коммуны в 1861 году. В 1964 году коммуны Вардал, Снертингдал и Бири были включены в эту коммуну.
В 2016 году в результате слияния Норвежского университета естественных и технических наук и Высшей школы Йёвика в городе открылся кампус NTNU в Йёвике.
С 1 января 2020 года город вошел в новообразованную фюльке Иннландет.

## География
Через город протекает река Хюннсельва, которая делит город на части Нурбиен (северный город) и Сёрбиен (южный город), а также Хюнндален.

## Персоналии
- Пауль Улаф Боддинг — норвежский миссионер и учёный.
- Эльза-Марта Любекк — норвежская гандболистка.
- Ингвильд Эстберг — норвежская лыжница.

## Достопримечательности
В Йёвике базируется колёсный пароход Skibladner — самый старый действующий колесный пароход в мире.
В городе также есть несколько спортивных стадионов. Один из них — Фйельхаллен — самый большой высеченный в скале спортивный стадион в мире. Стадион был построен по случаю олимпиады 1994 в Лиллехаммере.

## Галерея
- Главное здание отделения NTNU в Йёвике
- Памятник погибшим русским солдатам на кладбище Йёвика
- Вид на озеро Мьёса из Йёвика